# Крымско-ногайские набеги на Кабарду
Крымско-ногайские набеги на Кабарду — регулярные набеги крымских ханов и союзных с ним ногайцев с целью захвата рабов и добычи, участившиеся после образования Крымского ханства. Сохранялись с разной степенью интенсивности до русско-турецкой войны 1768—1774 годов.
В 1479 году состоялся первый совместный поход турок-османов и крымских татар на земли адыгов. Ими были захвачены крепости Копа и Анапа, где оставлены турецкие гарнизоны. В плен было угнано много адыгов, которые были проданы в рабство.
В самом начале 1490-х годов крымский хан Менгли Герай (1478—1515) предпринял поход на адыгов. Это был первый поход крымских ханов в серии многочисленных походов против племен адыгов, черкесов и кабардинцев с целью их покорения и подчинения.
Весной 1501 года турки-османы организовали поход на западных адыгов. Поход закончился поражением турок. Крымские татары в походе не участвовали из-за разногласий между крымским ханом Менгли Гераем и турецким наместником. Осенью 1501 года адыги совершили набег на окрестности крепости Азова. Они угнали скот и перебили погоню. В ответ в 1502 году турки-османы организовали карательный поход на земли адыгов. Но поход не состоялся из-за смерти кафского наместника.
Весной 1515 года два сына крымского хана Менгли Герая предприняли военный поход на Черкессию, «царевичи ходили Черкас воевати».
В августе 1518 года царевич Бахадыр Герай сообщал в Москву, что крымские татары совершают ежегодные походы против черкесов, и что во время одного из походов он потерял две трети войска. Адыги (черкесы) отстаивали свою независимость в борьбе с турками и татарами.

## Хронология походов

### XVI век
| Год                    | Описание |
| ---------------------- | --- |
| 1539, 1545, 1546, 1547 | Разорительные походы крымского хана Сахиб Герая против адыгов и кабардинцев. |
| 1551                   | Крымский хан Сахиб Герай предпринял новый поход против адыгов. Поводом для карательной экспедиции послужило нападение на турок князей Алегука и Антанука Джанбеков. Крымские татары разбили войско хатукаевцев и опустошили бжедугские земли. |
| 1553                   | Большая крымско-татарская орда под предводительством хана Девлет Герая (1551—1577) вторглась в кабардинские земли. Были произведены огромные разрушения. Однако укрепиться в Кабарде крымцы не смогли, кабардинцы их изгнали. |
| 1554                   | Девлет Герай возглавил новый поход на Кабарду. «Сего лета ездил на неприятеля своего на черкас пятигорских с войском своим». Крымские татары вернулись «с добычею великою». |
| 1555                   | Крымская орда «со всеми силами» напала на землю «пятигорских черкас». В отражении неприятеля впервые совместно с русскими ратниками кабардинцам удалось нанести хану Девлет Гераю большой урон, и он отступил. |
| 1556                   | Крымский хан Девлет Герай во главе татарской орды двинулся на Кабарду. Кабардинцы, заранее предупрежденные, встретили врага на подступах к своим границам. Хан Девлет Герай вынужден был отступить. |
| 1567                   | Крымские царевичи Магмед Герай, Адиль Герай и Алп Герай (сыновья хана Девлет Герая) «з многим войском» прибыли в Кабарду. «Всю землю Черкасскую воевали и жгли жены и дети имали и животину и овцы пригнали». «Полону» взяли более 20 тысяч человек. По другим данным, «черкесов деи царевичи не извоевали», то есть крымцы были изгнаны.                                                                |
| 1569                   | Поход 130-тысячной турецко-крымской армии под командованием кафского паши Касим-бея и хана Девлет Герая на Астрахань. Полный разгром противника русской ратью под Астраханью. При отступлении по «кабардинской дороге» кабардинцы громили остатки турецко-крымского войска. |
| 1570                   | Крымская армия под командованием сына хана Девлет Герая Адиль Герая вторглась в Адыгею и Кабарду. На помощь западным адыгам прибыл кабардинский князь Темрюк с дружиной. Крымские татары разорили и пленили многих адыгов (среди пленных были два сына старшего князя Кабарды Темрюка — Мамстрюк и Булгайрук). Сам Темрюк Идаров был тяжело ранен в бою. Несмотря на это, адыги изгнали крымские отряды. |
| 1578                   | Крымский царевич Адиль Герай «со многою ратью» возвращался из Дагестана через Кабарду. В битве кабардинские князья и русские отряды во главе с воеводой Л. З. Новосильцевым разбили врага. |
| 1583                   | В Кабарду вступила значительное турецко-татарское войско во главе с Осман-пашой. В сражениях в районе переправы через Сунжу (Малая Кабарда) и районе Бештау (Большая Кабарда) кабардинцы и терские казаки нанесли противнику серьезный урон. |
| 1593                   | Поход крымского войска под командованием царевича Мубарек Герая на Терский город. Произошли бои у Терского городка и в Кабарде. Крымцы вынуждены были отступить, сжигая и уничтожая все на своем пути. Но поставленной задачи Мубарек Герай не выполнил, получив отпор от терских казаков и кабардинцев.                                                                                                 |

### XVII век
| Год                    | Описание |
| ---------------------- | --- |
| 1606                   | Большая крымская орда совершила нападение на Черкессию и Кабарду. Произошли тяжелые бои. Много разрушений, угнано большое количество скота (исчисляемое десятками тысяч). Захвачены пленные.                                                                                                  |
| 1607—1608              | Крымские татары вновь появились в Кабарде, где находились несколько месяцев. Крымцы занимались сбором большой дани, сопровождавшейся разорением кабардинских поселений. |
| 1614                   | Крымский царевич Яман-Гирей разорил семь селений в Темиргое. Русский источник говорит об этом: «крымской де царь Еман-Гирей-салтан с ратными своими людьми пришел войною на кумиргинские черкасы и повоевал 7 кабаков, а погромил де те кабаки оманом».                                       |
| 1615                   | Ногайские мурзы, союзники крымского хана, напали на Большую Кабарду. Большое разорение. Погибло несколько кабардинских князей. |
| 1616                   | 12-тысячная крымская армия под предводительством хана Джанибек Герая вторглась в Кабарду. Разорение, уничтожение посевов, гибель многих людей. Захвачены сотник пленных, угнаны тысячи голов скота.                                                                                           |
| 1619, 1629, 1631, 1635 | Крымские татары и союзные им ногайцы совершили набеги на черкесские и кабардинские земли. Походы сопровождались грабежами, насилием, угоном огромного количества скота. Захвачены много пленных.                                                                                              |
| 1640                   | Вторжение 14-тысячной крымской армии в Черкессию и Кабарду. Крымцы потерпели поражение от адыгов и отступили к Азову. |
| 1653                   | Отряд крымских татар прибыл в Кабарду. Крымцы увели 130 мальчиков и девочек. Захвачено большое количество лошадей, панцирей, сабель, тысячи голов скота. |
| 1671                   | Крымские татары вторглись в Большую Кабарду. Крымцы занимались грабежом и угнали тысячи голов скота. Было взято 50 заложников. |
| 1674                   | Отряд крымских татар прибыл в Кабарду. Кабардинцы разгромили противника. |
| 1688                   | Поход крымского сераскира Казы-Гирея на Кабарду. Разрушения, захват пленных, угон скота. Крымцы были изгнаны кабардинцами. |
| 1699                   | В Кабарду прибыл крымский калга Шахбаз Герай с военным отрядом. Крымцы вновь разоряли, брали пленных и угоняли скот. В доме бесланеевского князя Темир-Булата Канокова крымский калга Шахбаз Герай был убит. По одним сведениям, его отравили, а по другой версии — убили восставшие черкесы. |

### XVIII век
| Год  | Описание |
| ---- | --- |
| 1700 | Набег крымского царевича Каплан Герая на Черкессию и Кабарду. Крымцы разорили земли, захватив пленных и угнав скот. |
| 1701 | Второй набег Каплан Герая на Черкессию и Кабарду. Крымские татары взяли большую дань и вновь разорили кабардинские земли. |
| 1703 | 60-тысячное войско (по другим данным 40-тысячное) войско крымских татар и их союзников во главе с калгой Казы Гераем вторглось в Кабарду. Крымцы и ногайцы занимались разорили земли, грабили и захватывали в плен местных жителей. В Кабарде вспыхнуло всеобщее восстание. |
| 1704 | крымский хан Газы Герай организовал новый поход на Кабарду. Его возглавил калга Менгли Герай, командовавший отрядом сейменов — ханской гвардии. Его задачей был сбор ясыря и попытка перевода кабардинских поселений за Кубань. Калга потерпел поражение. |
| 1707 | Набег крымских татар на Кабарду. Крымцы занимались разорение, грабежом и сборами дани. Захвачены тысячи голов скота, дорогое оружие. Кабардинцы разбила противника. |
| 1708 | Многотысячная крымско-турецкая армия под предводительством хана Каплан Герая вторглась в Кабарду. Произошел ряд крупных сражений. Наиболее крупное — Канжальское. Кабардинские князья под руководством старшего князя-валия Кургоко Атажукина нанесли сокрушительное поражение противнику. Количество убитых по различным источникам исчислялось около 5 000.                  |
| 1710 | Набег крымских татар и ногайцев на Черкессию и Кабарду. Сбор дани. Угнано большое количество скота и лошадей. |
| 1711 | Отряд в несколько тысяч крымцев напал на черкесские и кабардинские земли, но был полностью разгромлен. |
| 1711 | Многотысячная крымская армия с союзниками вступила в Черкессию и Кабарду. При отступлении крымцев с добычей их преследовали русские полки. Совместно с ними действовала кабардинская конница. В плен было взято 22 тысячи человек, убито 5 тысяч. |
| 1712 | Набег крымских татар и ногайцев на Кабарду. Враг разорил земли, захватил пленных и угнал много скота. Разгром крымцев при отступлении. |
| 1713 | Новый набег крымцев и их союзников на Черкессию и Кабарду. Разорение, пленные, угон скота и лошадей. |
| 1714 | Крымские татары совершили набег на Черкессию и Кабарду. Разрушения, много убитых. Противник был разбит и отступил. |
| 1715 | Набег крымцев и их союзников в Кабарду. Разорение, захват пленных и угон скота. |
| 1716 | Крымские татары вторглись в Черкессию и Кабарду. Большие людские и материальные потери со стороны адыгов. Но, встретив решительный отпор, татары вынуждены были отступить. |
| 1717 | Набег на Кабарду отряда крымских татар и ногайцев. Людские потери и материальный ущерб. Кабардинцы изгнали врага со своей территории. |
| 1720 | 40-тысячное войско крымского хана Саадет Герая вторглось в Черкессию и Кабарду. Это было одно из крупнейших нашествий крымских войск на Кабарду. Крымский хан потребовал «со всякого двора по ясырю» и чтобы кабардинские князья со своими подданными переселились жить на Кубань. Кабардинцы отказались платить дань. Крымские татары опустошили и выжгли кабардинские земли. |
| 1721 | В бою на реке Нальчик кабардинские князья разбил отряд крымских татар. |
| 1722 | Новый набег крымских татар на Кабарду. «Понеже от татарских народов уже весьма в великих нуждах пребывая, сердца наши окровели, сидя через три года в осаде», — из письма князя Асланбека Кайтукина российскому императору Петру Великому. |
| 1723 | Многотысячный отряд крымцев и их союзников под командованием хана Каплан Герая вторгся в Кабарду. Татары потерпели от кабардинцев жестокое поражение. Одних убитых они потеряли 5 тысяч человек. Сам хан едва спасся бегством. |
| 1729 | Кубанские татары под предводительством Бахти Герая вторглись в Кабарду. Полный разгрома татар. Сам царевич Бахти Герай погиб. |
| 1731 | 7-тысячный отряд крымских татар, следовавший впереди главных сил, прибыл в Кабарду. Крымцы были разбиты кабардинцами. Много убитых и пленных. |
| 1731 | Главные силы до «двухсот тысяч тысяч с ханским сыном во главе» появились на границах Кабарды. После разгрома авангарда и дипломатических усилий России «основные силы» крымской орды не рискнули вступать в Кабарду. |
| 1732 | Крымский нурэддин во главе 3-тысячного крымско-турецкого отряда вступил в Кабарду. Разгром кабардинцами и бегство остатков отряда, «убоясь» прихода русских сил. |
| 1733 | Более 13 тысяч крымских татар и ногайцев вторглось в Кабарду. Противник окружил отряд казаков, в котором было 1650 человек. На помощь пришла 4-тысячная конница кабардинцев. Противник вынужден был отступить. |
| 1733 | 25-тысячное крымско-татарское войско под командованием калги Фётих Герая опустошило кабардинские земли. |
| 1735 | 80-тысячная армия под командованием крымского хана Каплан Герая вторглась в Кабарду. В её составе были турки-османы, крымцы и ногайцы. Территория Кабарды была оккупирована. При помощи калмыцкого наместника Дондук-Омбо кабардинцы и русские войска сумели эту армию частично разбить и изгнать.                                                                             |
| 1737 | Многотысячный отряд «кубанских» татар — вассалов Крыма во главе с Мусой и Навруз-Лулу напал на Кабарду. Несмотря на свирепствующую чуму в Кабарде, что затрудняло помощь извне, кабардинские князья смогли изгнать врага. |
| 1739 | Вторжение в Черкессию и Кабарду крымского войска под командованием калги Фетих Герая и сераскира Казы Герая. Разорение, захват 500 пленных, 7 тысяч коров. Кабардинцы во главе с князем Асланбеком Кайтукиным настигли уходившего с добычей противника, и несмотря на огромное преимущество татар, разгромили их, вернув все захваченное.                                      |
| 1740 | Набег кубанского сераскира на Черкессию и Кабарду. Адыги разгромили противника. |
| 1744 | Кубанский сераскир со своим войском вторгся в Кабарду. Старший князь-валий Асланбек Кайтукин разбил врага на реке Лабе. |
| 1747 | Крымские татары во главе с царевичами Кази Гераем и Шабаз Гераем разорили кабардинские земли, захватив пленных и добычу. |
| 1749 | Крымские татары вновь вторглись в Кабарду, разорив и разграбив её. |
| 1752 | Крымский калга Селим Герай во главе 12-тысячного войска вступил в Черкессию, откуда планировал напасть на Кабарду. Кабардинские князья собрали войско. Противник не решился вступать в Кабарду. |
| 1754 | 5-тысячный отряд крымских татар напал на черкесские и кабардинские земли, но был разгромлен адыгами. |
| 1755 | Крымский калга Шагин Герай с войском (5 тыс. чел.) выступил в поход на черкесские и кабардинские земли. «Наибольшая часть войска… на реке Кубани потонула, некоторые отморозили руки и ноги, иные померли». |
| 1756 | Набег царевича Селим Герая на Черкессию и Кабарду. Противник был изгнан адыгами. |
| 1758 | Бывший кубанский сераскир Саадат Герай с войском в 15 тысяч человек напал на кабардинские земли. Он потребовал от кабардинских князей предоставить ему вспомогательные силы для похода «против оказавшихся ему противными подвластных ево». Кабардинцы отказались. Саадат Герай вынужден был уйти из Кабарды.                                                                  |
| 1759 | Крымская армия во главе с ханом Керим Гераем вторглась в Черкессию и Кабарду. Хан пытался покорить черкесов под предлогом примирения враждовавших между собой их князей, то есть якобы для установления «между черкесами доброго порядка и тишины». Крымцы вынуждены были отступить, боясь столкновения с русскими войсками.                                                   |
| 1759 | 10-тысячная армия крымского хана Керим Герая вторично вступила в Черкессию и Кабарду. Хан призывал адыгов под своё знамя «приласканием», обещая, что он «по обыкновению прежних ханов в подать ясырей требовать с них не будет… токмо де они… были к нему в склонности и состояли в его повелении». Кабардинцы проигнорировали этот призыв.                                    |
| 1762 | Крымская орда вторглась в черкесские и кабардинские земли. Крымцы были разгромлены. «Разве де крымцы забыли, как они, кабардинцы, при случившемся сражении рубили. Черкесы, получа авантаж, принудили татар в бег обратиться и несколько из оных, переходя реку, потонули: брат визиря ханского, два начальных мурзы, множество сейменов».                                     |
| 1765 | В июне 4-тысячный отряд крымских татар ворвался в Кабарду. Крымцы стали грабить кабардинские земли, но были отброшены русскими войсками. |
| 1768 | Крымские войска во главе с кубанским сераскиром Казы Гераем вторглись в Черкессию и Кабарду. Крымцы вместе с кабардинцами намеревались перейти весной границу и разорить казачьи станицы на Тереке. Однако кабардинцы противостояли татарам. |
| 1769 | В Кабарду, в район Пятигорья, вступили крымские войска под командованием хана Керим Герая и кубанского сераскира Казы Герая. Противник потерпел поражение «у Бештоевых гор». |
| 1774 | Многотысячная турецко-крымская армия под командованием хана Девлет Герая и калги Шахбаз Герая вторглась в Кабарду и осадила Моздок. В районе Бештамака и на реке Гунделен русские войска, которым активно помогала кабардинская конница, разгромили противника. Остатки отступили из Кабарды.                                                                                  |